# Mourad Rahmouni
Mourad Rahmouni est un footballeur international algérien né le 3 décembre 1963 à Sidi Aïch dans la wilaya de Béjaïa, reconverti en entraîneur. Il évoluait au poste d'arrière droit.

## Biographie
Mourad Rahmouni reçoit 21 sélections en équipe d'Algérie entre 1988 et 1992. Il joue son premier match en équipe nationale le 29 octobre 1988, contre l'Angola (nul 1-1). Il joue son dernier match le 17 janvier 1992, contre le Congo (nul 1-1).

## Palmarès

### En tant que joueur
| JS Kabylie (8) | Algérie (2) |
| --- | --- |
| - Ligue 1 (3) : - Vainqueur en 1989, 1990 et 1995 - Coupe d'Algérie (2) : - Vainqueur en 1992 et 1994 Finaliste en 1991 et 1999 - Coupe des clubs champions africains (1) : - Vainqueur en 1990 - Coupe d'Afrique des vainqueurs de coupe (1) : - Vainqueur en 1995 - Supercoupe d'Algérie (1) : - Vainqueur en 1992 Finaliste en 1994 et 1995 - Supercoupe de la CAF - Finaliste en 1996 | - Coupe d'Afrique des nations de football (1) : - Vainqueur en 1990 - Coupe afro-asiatique des nations (1) : - Vainqueur en 1991 |